# Jaroslav Cardal
Jaroslav Cardal (* 16. März 1919 in Mrklov; † 6. Mai 2010 in Jilemnice) war ein  tschechoslowakischer Skilangläufer.
Cardal belegte bei den Olympischen Winterspielen 1948 in St. Moritz den 40. Platz über 18 km und jeweils den achten Rang über 50 km und mit der Staffel. Vier Jahre später errang er bei den Olympischen Winterspielen in Oslo den 14. Platz über 50 km und den achten Platz mit der Staffel. Bei den Olympischen Winterspielen 1956 in Cortina d’Ampezzo lief er auf den 42. Platz über 15 km und auf den 18. Rang über 30 km. Seine letzten internationalen Rennen absolvierte er bei den Nordischen Skiweltmeisterschaften 1958 in Lahti. Dort kam er auf den 23. Platz über 50 km und auf den 11. Rang mit der Staffel. Zudem wurde er 26-mal tschechoslowakischer Meister, davon 14-mal in Folge zwischen 1946 und 1959 über 50 km.